# Middleham
Middleham is een civil parish gelegen in de vallei van de Ure in het bestuurlijke gebied Richmondshire, in het Engelse graafschap North Yorkshire. De plaats telt 825 inwoners. In Middleham is het middeleeuwse kasteel van Middleham gelegen.